# Joanna Douglas
Pour les articles homonymes, voir Douglas.
Joanna Douglas est une actrice née le 11 avril 1983 à Sault-Sainte-Marie au Canada.

## Filmographie

### Cinéma
- 2010 : New Year de Phil Borg : Allison Godfrey
- 2010 : Saw 3D : Chapitre final de Kevin Greutert : Joan
- 2015 : Crimson Peak de Guillermo del Toro : Annie
- 2016 : Men on Fire (en) (Standoff) d'Adam Alleca : Mara
- 2017 : Noël à Snow Falls (en) (Christmas Inheritance) d'Ernie Barbarash: Cara Chandler

### Télévision

#### Séries télévisées
- 2006 : Runaway : Membre de la famille #1 (épisode 8)
- 2008 : The Border : Andrea Downie (saison 1, épisode 10)
- 2009 : Flashpoint : Zoe Granger (saison 2, épisode 15)
- 2009-2011 : Les Vies rêvées d'Erica Strange : Samantha Strange / Samantha MacIntosh (49 épisodes)
- 2010 : Heartland : Victoria (saison 3, épisode 13)
- 2010 : Happy Town : Shell Jenkins / Officer Shell Jenkins (6 épisodes)
- 2010 : Rookie Blue : Ashley Kennedy (saison 1, épisode 12)
- 2011 : Republic of Doyle : Leah Jordan (saison 2, épisode 3)
- 2011 : Warehouse 13 : Courtney Moore (saison 3, épisode 2)
- 2012 : Suits : Avocats sur mesure : Myra Harrison (saison 2, épisode 1)
- 2012 : Perception : Valerie Nelson (épisode pilote)
- 2012 : Saving Hope, au-delà de la médecine : Heather Day (saison 1, épisode 6)
- 2013 : The Listener : Paula King (saison 4, épisode 4)
- 2016 : 22.11.63 (mini-série) : Doris Dunning (2 épisodes)
- 2016 : Les Enquêtes de Murdoch : Wendy Nelson (saison 10, 1 épisode)
- 2017 : Designated Survivor : Allison Goff (saison 2, épisode 9)
- 2018 : The Handmaid's Tale : La Servante écarlate : Heather (saison 2, épisode 3)
- 2018 : Soupçon de magie : Karen Alexander (saison 5, 1 épisode)
- 2018-2019 : Anne with an E : Miss Stacy (12 épisodes)
- 2019 : Ransom : Fiona Ravenzo (saison 3, épisode 4)

#### Téléfilms
- 2007 : L'Amie de mon mari (All the Good Ones Are Married) de Terry Ingram : Zoe
- 2009 : Un bébé devant ma porte (Taking a Chance on Love) de Douglas Barr : Eve Miller
- 2019 : Notre histoire d'amour (Winter Love Story) de T.W. Peacocke : Becca